# Sumiyoshi-kai

Logo della Sumiyoshi-kai

Sumiyoshi-kai (住吉会?), talvolta anche Sumiyoshi-rengō (住吉連合?), è il secondo gruppo della Yakuza più grande in Giappone, con diecimila membri stimati.

## Caratteristiche
La Sumiyoshi-kai è una confederazione di piccole bande. Il suo attuale sōsai (総裁?) o capo è Isao Seki (?). Strutturalmente, la Sumiyoshi-kai si differenzia dal suo principale rivale, la Yamaguchi-gumi. Infatti, essendo una federazione, ha una catena di comando più libera e anche se Seki è il padrino supremo, condivide alcuni poteri con molti altri uomini.

## Storia
Il gruppo ha una storia complessa con molti cambiamenti di nome nella sua storia. Fu fondato nel 1958 come Minato-kai (港会?) da Shigesaku Abe, in passato terzo capo supremo (sochō) della Sumiyoshi-ikka. Yoshimitsu Sekigami, quarto sochō della Sumiyoshi-ikka, lo rinominò Sumiyoshi-kai. L'organizzazione fu sciolta nel 1965.
Nel 1969, il gruppo fu ricostruito sotto il nome di Sumiyoshi-rengō da Masao Hori, allora quinto sochō della Sumiyoshi-ikka. Hori cercò di trasformare nel Sumiyoshi-rengōkai (住吉連合会?) l'organizzazione e assunse il titolo di presidente (kaichō). Il capo direttore Ryōji Kawaguchi divenne kaichō e Hori fu promosso a sōsai nel 1988. Kawaguchi e Hori morirono di malattia nel maggio e nell'ottobre del 1990, rispettivamente.
Shigeo Nishiguchi, nato nel 1929, divenne sesto sochō della Sumiyoshi-Ikka e kaichō di questo gruppo nel febbraio 1991. A quel tempo, il gruppo fu nuovamente rinominato Sumiyoshi-kai. Il capo direttore Hareaki Fukuda (福田 晴瞭?, Fukuda Hareaki), nato nel 1943, assunse il ruolo di kaichō e Nishiguchi fu promosso a sōsai nel giugno 1998.  Nishiguchi è morto a 88 anni nel 2017. Fukuda divenne il settimo sochō della Sumiyoshi-ikka il 17 aprile 2005. Sumiyoshi è una frazione della città di Osaka.
La mattina del 5 gennaio 2007, il capo Ryōichi Sugiura fu ucciso nella sua auto nella città di Yashio, vicino a Tokyo. Poche ore dopo gli uffici della Yamaguchi-gumi vennero incendiati come ritorsione.

## Capi
- Sōsai: Isao Seki
- Kaichō: Tadashi Kobayashi